# Beverly Perdue
Beverly Eaves "Bev" Perdue (født Beverly Marlene Moore, 14. januar 1947 i Virginia) er en amerikansk politiker fra det Demokratiske parti. Hun var den 73. guvernør i den amerikanske delstat North Carolina fra 2009-13.
Hun er bachelor fra University of Kentucky og bestod mastergrad i blandt andet medicin og offentlig administration på University of Florida. Perdue er gift for anden gang og har 2 sønner.

## Politik
Hun var valgt ind i Repræsentanternes Hus i North Carolina fra 1987 til 1991, og i delstatens senat fra 1991 til 2001. I efteråret 2000 blev hun valgt til viceguvernør i North Carolina, med Mike Easley som guvernør. De tiltrådte begge 6. januar 2001.
I hendes hjemby New Bern annoncerede hun 1. oktober 2007 at hun ville prøve at blive demokraternes guvernørkandidat til valget i 2008, da Mike Easley ikke genopstillede til posten som North Carolina guvernør. Perdue vandt det demokratiske primærvalg over Richard H. Moore og Dennis Nielsen, og kunne sammen med viceguvernørkandidat Walter Dalton stille op til det endelige valg mod Charlottes borgmester Pat McCrory (R). Perdue vandt guvernørvalget 4. november 2008 med 50.3 % af stemmerne mod McCrorys 46.9 %. 10. januar 2009 blev hun taget i ed som North Carolinas 73. guvernør.